# (585) Bilkis
(585) Bilkis est un astéroïde de la ceinture principale découvert par August Kopff le 16 février 1906.
Il a été ainsi baptisé en référence à la Reine de Saba, dont Bilkis ou Balqis est le nom coranique.
L'astéroïde (1196) Saba est également nommé d'après cette reine.